# Veneranda Nzambazamariya
Veneranda Nzambazamariya (née en 1958 au Rwanda, et morte le 30 janvier 2000 en Côte d'Ivoire) est une militante rwandaise pour la paix, morte à bord du vol 431 de la Kenya Airways dont l'accident est survenu le 30 janvier 2000 en Côte d'Ivoire. 

## Biographie
Nzambazamariya a beaucoup contribué à la mobilisation des Rwandaises pour la promotion de la paix et du développement. 
Immédiatement après le génocide rwandais de 1994, elle s'est attelée à la reconstruction du pays et à la réconciliation nationale. Elle était une des membres fondatrices de deux organisations féminines rwandaises, (Pro-femmes et Réseau des femmes) par le biais desquelles elle ralliait les femmes derrière la Campagne action pour la paix lancée par les Rwandaises pour contribuer à la restauration de la paix.

## Honneurs
Elle a reçu à titre posthume, un prix de la paix décerné par le Fonds de développement des Nations unies pour la femme (UNIFEM).
Une des organisations qu'elle avait contribué à fonder, Pro-femmes, a remporté le Prix Mandanjeet Singh pour la tolérance et la non-violence en 1997.